# Microtus schelkovnikovi
Microtus schelkovnikovi är en däggdjursart som först beskrevs av Konstantin Alexeevitsch Satunin 1907.  Microtus schelkovnikovi ingår i släktet åkersorkar, och familjen hamsterartade gnagare. Inga underarter finns listade i Catalogue of Life.

## Beskrivning
En medelstor åkersork med cylindrisk kropp och små ögon, som alla åkersorkar, och påtagligt små öron. Kroppslängden från nosspets till svansbas är mellan 9,5 och 11 mm, svanslängden från 2 till 3 cm, och vikten från 23 till 29 g. Ryggpälsen är mörkt gråbrun, övergående till buksidans ljusare grå.

## Ekologi
Arten lever i fuktiga, subtropiska lövskogar i berg vid lägre höjder, som 600 till 1 000 m, gärna i gläntor i ungskog. Den föredrar branta sluttningar och raviner täckta med buskage, mossa och ormbunkar, gärna i skuggiga platser med kraftig undervegetation. I Talysh-skogarna förekommer den enbart i bok- och avenboksskogar.
Sorken lever delvis underjordiskt, i bon med flera utgångar (2 – 6), troligtvis i familjegrupper. Lektiden börjar i slutet av mars; kullstorleken är 1 till 4 ungar.

## Utbredning
Utbredningsområdet omfattar endast skogsområdena längs Kaspiska havets sydkust, i södra Azerbajdzjan (Talışbergen) och nordvästra Iran (Elburzbergskedjan).

## Status
IUCN kategoriserar arten globalt som livskraftig, men populationen minskar. Främsta skälen är habitatsförlust till följd av det moderna skogsbruket med ökande avverkning, och ökat betestryck.